# Edward Palmer Thompson
Edward Palmer Thompson (Oxford, 3 febbraio 1924 – Worcester, 28 agosto 1993) è stato uno storico, scrittore e pacifista britannico.
Di idee socialiste, è noto per i suoi lavori sui movimenti radicali britannici di fine Settecento e inizio Ottocento, e in particolare per il suo libro The Making of the English Working Class (1963), una pietra miliare della storia sociale e della storia del lavoro. Ha anche pubblicato influenti biografie di William Morris (1955) e William Blake (postuma, 1993) ed è stato un prolifico giornalista e saggista. Inoltre, ha scritto il romanzo The Sykaos Papers e una raccolta di poesie.
Thompson è stato uno dei principali intellettuali del Partito Comunista di Gran Bretagna. Pur avendo lasciato il partito nel 1956 dopo l'invasione sovietica dell'Ungheria, è rimasto un convinto marxista, sollecitando alla ribellione contro lo stalinismo come prerequisito per il recupero della fiducia nelle prospettive rivoluzionarie dei Comunisti.
Dopo aver giocato un ruolo chiave all'interno dei primi movimenti New Left nei tardi anni cinquanta, Thompson ha energicamente criticato da sinistra i governi laburisti (al potere tra il 1964 e il 1970 e tra il 1974 e il 1979). Durante gli anni ottanta fu uno dei leader del movimento contro le armi nucleari.